# Setu Kulon
Setu Kulon is een bestuurslaag in het regentschap Cirebon van de provincie West-Java, Indonesië. Setu Kulon telt 6609 inwoners (volkstelling 2010).